# Tetrastichus chindakicus
Tetrastichus chindakicus is een vliesvleugelig insect uit de familie Eulophidae. De wetenschappelijke naam is voor het eerst geldig gepubliceerd in 2007 door Narendran.